# St. Lunaire-Griquet
St. Lunaire-Griquet es un pueblo canadiense situado en la provincia de Terranova y Labrador.

## Superficie
St. Lunaire-Griquet tiene una superficie de 17,29 km².

## Demografía
En 2021, tenía 603 habitantes, una densidad poblacional de 34,9 hab./km², y 302 viviendas.